# Chilotomus
Chilotomus is een geslacht van kevers uit de familie van de loopkevers (Carabidae). De wetenschappelijke naam van het geslacht is voor het eerst geldig gepubliceerd in 1842 door Chaudoir.

## Soorten
Het geslacht Chilotomus omvat de volgende soorten:
- Chilotomus alexandri Kalashyan, 1999
- Chilotomus arnoldii Kryzhanovskij, 1962
- Chilotomus chalybaeus (Faldermann, 1836)
- Chilotomus kuhitangi Kryzhanovskij, 1962
- Chilotomus margianus Kryzhanovskij, 1962
- Chilotomus tschitscherini Sememov, 1903
- Chilotomus usgentensis Schauberger, 1932
- Chilotomus violaceus Kryzhanovskij & Mikhailov, 1971